# گلشن (دهاقان)
گلشن شهری است که در سال ۱۳۸۹ بر پایه دستور دولت در بخش مرکزی شهرستان دهاقان در استان اصفهان از بهم پیوستن سه روستای موسی‌آباد، دولت‌آباد و مهدی‌آباد ایجاد شده‌است. این شهر نود و نهمین شهر استان اصفهان است. این شهر بعنوان قطب گلخانه‌سازی ایران شناخته می‌شود.

## جمعیت
جمعیت کل شهر گلشن بر اساس سرشماری نفوس و مسکن 1395 در ایران، 5437 نفر است که تعداد 2782 نفر آن را مردان و تعداد 2655 نفر آن را زنان در قالب 1736 خانوار با بُعد 3/1 تشکیل می‌دهند که نسبت جنسیِ 104/8 را نشان می‌دهد.